# Badow
Badow este o comună din landul Mecklenburg-Pomerania Inferioară, Germania.
1. ↑  Geographic Names Server, 11 iunie 2018